# О’Нил, Тип
Томас Филипп «Тип» О’Нил, мл. (англ. Thomas Phillip "Tip" O'Neill, Jr.; 9 декабря 1912, Кембридж, Массачусетс, США — 5 января 1994, Бостон, Массачусетс, США) — американский государственный деятель, спикер Палаты представителей США (1977—1987).

## Биография
Родился в семье эмигрантов из Ирландии в семье каменщика, который впоследствии дослужился до должности начальника городской канализации. После окончания католической школы Святого Иоанна обучался в Бостонском колледже (1931—1936). Затем работал в качестве агента по недвижимому имуществу и страхового брокера. В эти годы начал свою политическую карьеру, с 1936 по 1952 гг. являлся членом Палаты представителей штата Массачусетс от Демократической партии. В 1949—1952 гг. избирался её спикером, став первым демократом на этом посту.
Затем началась его долгая политическая карьера в Палате представителей Конгресса США, членом которой он являлся с января 1953 г. по январь 1987 г.; в 1965—1973 гг. являлся председателем Специального комитета по контролю за расходами на избирательные кампании (House Select Committee on Campaign Expenditures), также возглавлял комитет по регламенту. С момента начала Войны во Вьетнаме встал в оппозицию к начавшему её президенту-демократу Линдону Джонсону, как позднее он писал в автобиографии, придя к выводу, что во Вьетнаме идет гражданская война и участие в ней Соединенных Штатов является аморальным. Эта принципиальная позиция укрепила его авторитет среди молодых представителей Палаты, что в дальнейшем способствовало развитию его политической карьеры.
В 1971—1973 гг. был лидером парламентского большинства, а с 1973 по 1977 гг. — лидером фракции Демократической партии в Палате представителей, возглавляя оппозицию политике президентов-республиканцев Ричарду Никсону и Джеральду Форду. Был активным сторонником вынесения импичмента Никсону в свете Уотергейтского скандала.
В 1977—1987 гг. — спикер Палаты представителей Конгресса США. Отношения с президентом-демократом Джимми Картером у него были напряженными, происходили столкновения по вопросам некоторых законопроектов. С приходом к власти республиканца Рональда Рейгана спикер-демократ становится главным противником его оборонной политики, он даже назвал нового главу государства самым невежественным человеком из находившихся в Белом доме, заявив затем, что его президентство превратилось в одну большую рождественскую вечеринку для богатых. В ответ Рейган сравнил действия спикера с игрой Pac-Man, пояснив, что тот напоминает «круглый предмет, который поглощает деньги». Однако в личном плане оба политика были в хороших отношениях. К тому же с молчаливого согласия спикера администрация Рейгана получила возможность на многомиллиардные ассигнования на поддержку моджахедов в Афганистане (см. доктрина Рейгана). Как выходец из Ирландии внес значительный вклад в урегулирование вооруженного конфликта в Ольстере.
После ухода из Конгресса в 1987 г. опубликовал автобиографию «Человек в Палате», ставшую национальным бестселлером. Затем снялся в ряде рекламных роликов, в том числе для Trump Shuttle, Commodore Computers, Quality International Budget Hotels и Miller Lite (вместе со звездой бейсбола Бобом Юккером). Также снялся в эпизодах нескольких кинофильмов.
В 1987 г. был награждён медалью Свободы, а в 1991 г. — Президентской медалью Свободы, Почетной Золотой медалью Конгресса, а также Премией Мэри Вудард-Ласкер.
Его сын родился Томас также выбрал для себя политическую карьеру и занимал должность заместителя губернатора штата Массачусетс.
В честь политика назван ряд зданий и объектов инфраструктуры в штате Массачусетс, а также библиотека Бостонского колледжа. В июне 2008 г. в городе Уотертаун (штат Массачусетс) была поставлена пьеса «По Типу», рассказывающая о жизни политика с ранних лет до ухода в отставку с поста спикера Палаты представителей. На премьере главную роль сыграл обладатель премии Тони Кен Ховард.